# Municipio de Lyons (condado de Lyon)
El municipio de Lyons (en inglés: Lyons Township) es un municipio ubicado en el condado de Lyon en el estado estadounidense de Minnesota. En el año 2010 tenía una población de 199 habitantes y una densidad poblacional de 2,17 personas por km².

## Geografía
El municipio de Lyons se encuentra ubicado en las coordenadas 44°19′57″N 95°53′5″O / 44.33250, -95.88472. Según la Oficina del Censo de los Estados Unidos, el municipio tiene una superficie total de 91.71 km², de la cual 91,07 km² corresponden a tierra firme y (0,69 %) 0,63 km² es agua.

## Demografía
Según el censo de 2010, había 199 personas residiendo en el municipio de Lyons. La densidad de población era de 2,17 hab./km². De los 199 habitantes, el municipio de Lyons estaba compuesto por el 99,5 % blancos, el 0,5 % eran afroamericanos. Del total de la población el 0 % eran hispanos o latinos de cualquier raza.